# Джоров, Стоян
Стоян Илиев Джоров (22.09.1878, Болгария — 1950, Болгария), болгарский революционер, участник Октябрьской революции в России.

## Биография
Родился в 22.09.1878 году в Болгарии. Член Болгарской рабочей социал-демократической партии (тесных социалистов) с 1904. Во время Революции 1905—1907 в России участвовал в переправке оружия для большевиков из Болгарии в Россию.
Переехав в Россию, в 1908 в Одессе вступил в РСДРП; вёл революционную работу в Баку. В 1911 был арестован и выслан в числе 22 социалистов в Енисейский уезд.
После Февральской революции — член Центрального бюро профсоюзов и временного комитета РСДРП(б) Красноярска. В 1918 вёл партийную работу в Дагестане, затем в Царицыне; член Испокома Федерации иностранных коммунистических групп, в начале 1919 в Москве избран председателем Болгарской коммунистической группы в составе Федерации.
Участвовал I конгресса Коммунистического Интернационала (делегат с правом совещательного голоса от болгарских коммунистических групп). Занимал пост председателя болгарской секции при ЦК РКП(б).
В июне 1919 Центральное бюро болгарских коммунистических групп во главе с Джоровым выехало в Одессу для ведения революционной пропаганды и создания болгарской бригады, куда прибыло 20 апреля 1919. В Одессе Бюро, разместившееся по адресу улица Петра Великого, 20, направляло работу Добруджанского революционного комитета, отдельной болгарской коммунистической группы при Одесском губкоме партии (руководитель — Иван Генов), исполкома Совета болгарских рабочих и солдат Украины и штаба по формированию интернационального полка особого назначения. 6 мая 1919 на собрании рабочих и солдат болгар был создан болгарский Совет рабочих и солдатских депутатов (председатель — Койчо Касапов, секретарь — Христо Боев). Бюро установило связи с коммунистическими организациями в Болгарии: по маршруту Одесса — Варна и Севастополь — Варна болгарские и украинские революционеры, прорываясь через блокаду, перевозили в Болгарию пропагандистскую литературу, переправляли революционеров, добывали важные сведения о политических событиях в Болгарии. Болгарские коммунисты принимали активное участие в формировании интернациональных частей на юге Украины. 10 июня 1919 г. Стоян Джоров сообщал в Совнарком Украины:
Работаем дружно и продуктивно. Принимаем также живейшее активное участие в формировании Интернациональной дивизии. Мобилизовали и послали туда всех членов Одесской группы. Наш Совет также объявил мобилизацию и отправляет туда болгар…
Активно сотрудничал в редакции болгарской газеты «Комуна», освещавшей события в Болгарии, на Балканах и в Советской России. После взятия Одессы войсками Деникина вернулся в Москву, а затем уехал в Болгарию.
Вернувшись в 1919 в Болгарию, продолжал революционную работу, вступив в БКП (т.с.).
В 1941—1945 участвовал в антифашистской борьбе и в партизанском движении в Болгарии.
С 1945 — народный пенсионер.

## Память
- Именем Стояна Джорова названа одна из улиц Махачкалы;